# 克里斯蒂安·路德维希 (梅克伦堡-什未林)
克里斯蒂安·路德维希（Christian Ludwig；1912年9月29日—1996年7月18日），梅克倫堡-什未林大公國末代大公腓特烈·法蘭茲四世的次子，母親是漢諾威王儲恩斯特·奧古斯特的女兒亞歷山德拉。

## 家庭
1954年，克里斯蒂安·路德维希与普魯士的芭芭拉結婚。芭芭拉的父親是德意志皇帝威廉二世的姪子西吉斯蒙德王子。兩人共有兩個女兒：
1. 多娜塔（英语：Duchess Donata of Mecklenburg）（1956年出生）
2. 埃德温娜（1960年出生）